# Шмидт, Вильгельм Эрих

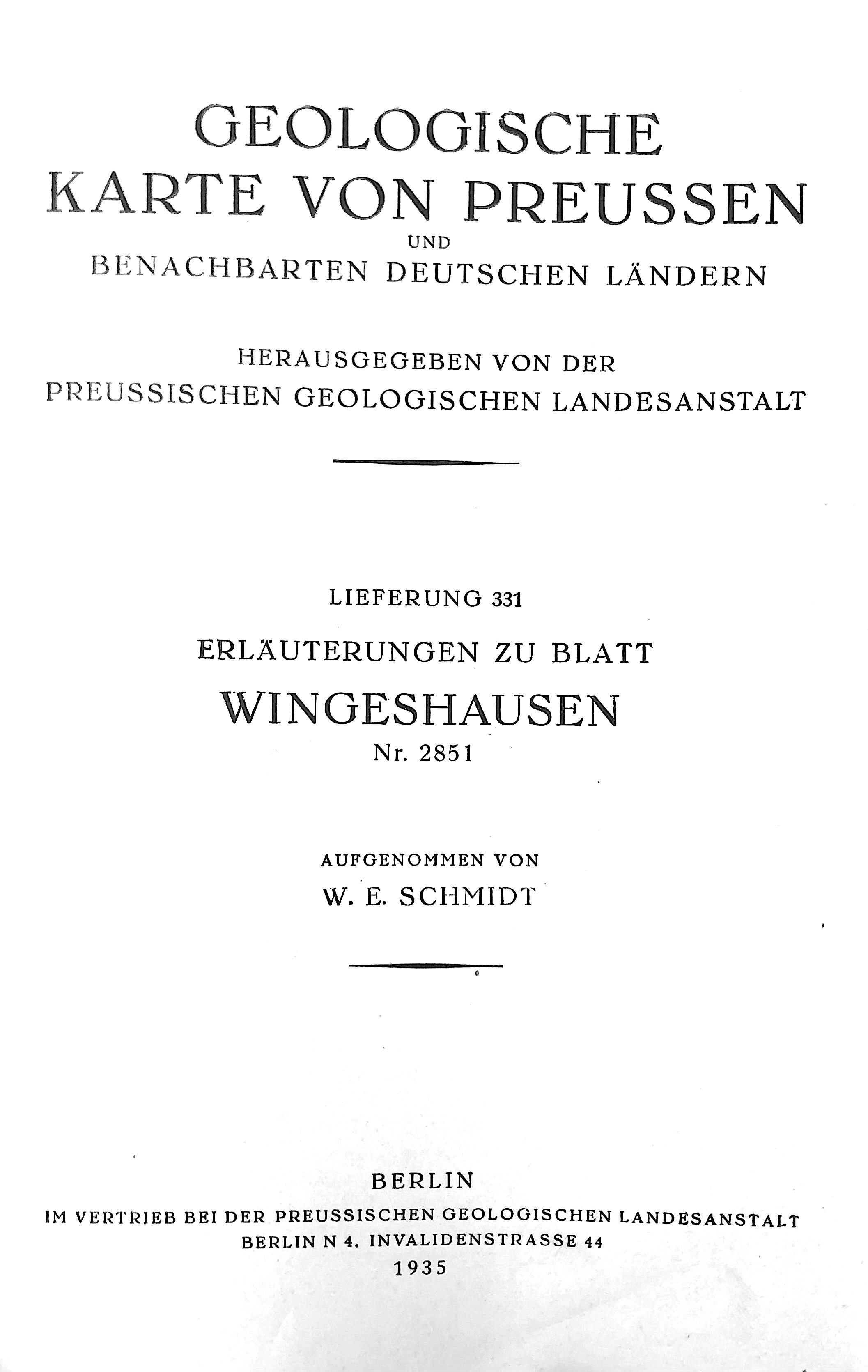
Объяснительная записка к геологической карте "Вингесхаузен". Автор Вильгельм Шмидт.

Вильгельм Эрих Шмидт (нем. Wilhelm Erich Schmidt) (* 24 февраля 1882 Бромберг; † 15 февраля 1944 Берлин) — немецкий геолог и палеонтолог.

## Биография и научная деятельность
Вильгельм Эрих Шмидт закончил обучение в гимназии Берлина в 1901 году, поступил и начал учиться в Университете Людвига-Максимилиана в Мюнхене, а закончил обучение в Университете Фридриха Вильгельма в Берлине. Получил докторскую степень в Берлине, защитив диссертацию «Сланцы Верхнего Ленне», изучив геологическое строение территории между Летмате и Изерлоном. Затем прошёл военную службу в качестве вольноопределяющегося и только после этого получил должность в Королевском прусском государственном геологическом институте в 1906 году. С 1914 года участвовал в Первой мировой войне в качестве пехотинца, был уволен из армии в 1916 году после тяжёлого ранения голени и, после выздоровления, вернулся в Королевский Прусский государственный геологический институт в качестве геолога. После отмены монархии 31 мая 1919 года государственный институт был переименован в Прусский государственный геологический институт, распущенный 1 апреля 1939 года и переданный в Имперское ведомство почвенных исследований, из которого 12 декабря 1941 года было создано Имперское управление почвенных исследований. Вильгельм всё это время занимал должность государственного геолога.
Основную часть деятельности учёного как геолога составляли картографические работы палеозойских отложений Зауэрланда и составлению общих геологических карт территории в масштабе 1: 25 000, в том числе и для Виттгенштайнер-Ланд. Как палеонтолог он опубликовал обширную и фундаментальную монографию, посвященную рассмотрению и пересмотру классификации древних криноидей немецкого девона и немецкого нижнего карбона.
Вильгельм Эрих Шмидт был первым, кто описал род Platyexacrinus Schmidt (1913 год) и связанный с ним типовой вид Platyhexacrinus inornatus Schmidt (1913 год).
Он был членом Немецкого геологического общества с 1904 года и был принят в члены Немецкой академии естествоиспытателей Леопольдина в 1935 году, находившимся в то время под председательством швейцарского физиолога Эмиля Абдерхальдена.

## Научные труды
- Über Metriorhynchus Jaekeli nov. sp.  In: Zeitschrift der Deutschen Geologischen Gesellschaft, 56, 1904, S. 97–108, Tafel XI–XII.
- Der oberste Lenneschiefer zwischen Letmathe und Iserlohn. In: Zeitschrift der Deutschen Geologischen Gesellschaft, 57, 1905, S. 498–566, Tafel XX–XXII.
- Arthroacantha H. S. Williams = Platyhexacrinus W. E. Schmidt. In: Centralblatt für Mineralogie, Geologie und Paläontologie, Jahrgang 1915, E. Schweizerbart´sche Verlagsbuchhandlung, Stuttgart 1915, S. 119–125.
- Crinoideen und Blastoideen aus des jüngsten Unterdevon Spaniens. In: Paleontographica, 76, Stuttgart 1932, S. 1–33.
- Die Crinoideen des Rheinischen Devons. I. Teil: Die Crinoideen des Hunsrückschiefers. Abhandlungen der Preußischen Geologischen Landesanstalt, Neue Folge, Heft 163, Berlin 1934.
- Die Crinoideen des Rheinischen Devons. II. Teil. A. Nachtrag zu: Die Crinoideen des Hunsruckschiefers. B. Die Crinoideen des Unterdevons bis zur Cultrijugatus-Zone (mit Ausschluss des Hunsruckschiefers). Abhandlungen der Reichsstelle für Bodenforschung, 182, Berlin 1942.